# Ð (буква исландского алфавита)
Ð, ð (эт) — буква расширенной латиницы, которая используется в исландском и фарерском языках, а также в международном фонетическом алфавите, где означает звонкий зубной щелевой согласный. 
Происходит от перечёркнутого d, причём строчная ð сохраняет средневековое написание d (ð), тогда как сама d не сохраняет. Изначально появилась и использовалась в англосаксонском языке. В современном английском языке не используется, будучи заменена на диграф th.
Строчная буква ð использовалась также в африканском эталонном алфавите, однако там ей соответствовала заглавная  — форма Ɖ там принадлежала другой букве.

## Использование
- Звонкий зубной щелевой согласный:
  - Древнеанглийский, среднеанглийский приблизительно до 1300 года, эльвдальский диалект шведского, международный фонетический алфавит. Использовалась в средние века в Скандинавии, но была в основном заменена на dh, затем dh на d.
- Валлийский: некоторые носители языка используют как сокращённую запись dd.
- Исландский: звонкий альвеолярный несвистящий фрикативный.
- Фарерский: не имеет собственного фонетического значения, этимологическая орфография. Иногда служит для различения омонимов. В очень немногих[каких?] словах перед r произносится как [g]. Показывает большинство мест, где есть полугласные.
- Предлагалась Хёйемом[англ.] в орфографии для варианта новонорвежского языка на основе трёндешка. Не произносилась, использовалась как этимологическое написание.
- Международный фонетический алфавит:
  - Звонкий зубной щелевой согласный.
  - В основе обозначений (не всех) для вариантов звонкого альвеолярного несвистящего фрикативного, ð̠ и ð͇.
- Математика:
  - Обозначает взвешенный дифференциальный оператор (наряду с þ).